# Philonotis bescherellei
Philonotis bescherellei là một loài rêu trong họ Bartramiaceae. Loài này được Thér. ex Renauld mô tả khoa học đầu tiên năm 1925.